# Cueva de los Vientos
La Cueva de los Vientos (en inglés: Cave of the Winds) es una cueva en la región del Pico Pikes en el estado de Colorado. Se encuentra justo al oeste de Colorado Springs en la autopista 24 de los Estados Unidos cerca del acantilado de Manitou. Se hacen recorridos por el complejo de cuevas todos los días.
Por mucho, la parte más famosa de la Cueva de los Vientos es el cuarto del silencioso esplendor. Descubierto en 1984, la sala contiene numerosos espeleotemas cristalinos poco comunes.